# Rapsodia
『Rapsodia』（ラプソディア）は、Ceuiの3枚目のオリジナルアルバム。2012年12月26日にLantisから発売された。

## 概要
前作『Labyrinthus』から半年ぶりのフルアルバム。収録曲14曲のうち7曲がゲームタイアップ、3曲がアニメタイアップ、4曲がこれまでのカップリング曲となっている。付属DVDには1st.ワンマンLIVE「Labyrinthus　第1章」の映像を収録している。

## 収録曲

### CD
1. 敏感な風景 [4:24]
作詞：畑亜貴、作曲・編曲：大久保薫
テレビアニメ『sola』挿入歌。2ndシングル「mellow melody」のカップリング曲。
2. crystal pain [4:12]
作詞：Ceui、作曲：小高光太郎・Ceui、編曲：小高光太郎
PCゲーム『プリティ☆ウィッチ☆アカデミー!』挿入歌。8thシングル「プリズム」のカップリング曲。
3. ひとつだけ～君と僕の秘密の物語～ [5:05]
作詞・作曲：Ceui、編曲：小高光太郎・Ceui
11thシングル「Stardust Melodia」のカップリング曲。
4. ユリシス [4:56]
作詞：Ceui、作曲：小高光太郎・Ceui、編曲：小高光太郎
5thシングル「espacio」のカップリング曲。
5. Amorossia [4:46]
作詞：Ceui、作曲：小高光太郎・Ceui、編曲：小高光太郎
12thシングル「風のなかのプリムローズ」のカップリング曲。
6. Angelus [4:25]
作詞：Ceui、作曲：小高光太郎・Ceui、編曲：小高光太郎
インディーズアルバム「First Eden」の2曲目。
7. Asphodelus [4:51]
作詞：Ceui、作曲：小高光太郎、編曲：小高光太郎・スミイ酸
PCゲーム『穢翼のユースティア』オープニングテーマ。
8. Eternal Flow [4:44]
作詞：Ceui、作曲：小高光太郎・Ceui、編曲：小高光太郎
PCゲーム『Cross Days』イメージソング。
9. Jewelry Time [5:06]
作詞：Ceui、作曲：小高光太郎・Ceui、編曲：小高光太郎
PCゲーム『恋と選挙とチョコレート』エンディングテーマ。
10. プリズム [3:50]
作詞：Ceui、作曲：小高光太郎・Ceui、編曲：小高光太郎
PCゲーム『プリティ☆ウィッチ☆アカデミー!』オープニングテーマ。8thシングル。
11. 風のなかのプリムローズ [4:43]
作詞：Ceui、作曲：小高光太郎・Ceui、編曲：小高光太郎
テレビアニメ『恋と選挙とチョコレート』エンディングテーマ。12thシングル。
12. After The Deluge [4:12]
作詞：Ceui、作曲：小高光太郎・Ceui、編曲：小高光太郎
PCゲーム『プリティ☆ウィッチ☆アカデミー!』エンディングテーマ。8thシングル「プリズム」のカップリング曲。
13. brilliant world [4:46]
作詞：Ceui、作曲：小高光太郎・Ceui、編曲：小高光太郎
テレビアニメ『テイルズ オブ ジ アビス』イメージソング。
14. 神々の詩 [4:51]　　
作詞：Ceui、作曲：小高光太郎・Ceui、編曲：小高光太郎
オンラインゲーム『ラグナロクオンライン』イメージソング。3rdシングル。

### DVD 「LIVE CLIP」
1. プロローグ
2. Labyrinthus
3. Last Inferno
4. 光と闇と時の果て
5. 希望へのFanfare
6. Stardust Melodia
7. mellow melody